# فوسی (پاستا)
فوزی (همچنین فوزی در زبان کرواتی و زبان اسلوونی) نوعی پاستای سنتی از منطقه ایستریا در کرواسی و اسلوونی است. خمیر پاستا به صورت یک ورق نازک باز می‌شود، به نوارهایی به عرض سه تا چهار سانتی‌متر برش داده می‌شود و روی هم قرار می‌گیرد. سپس نوارها به صورت اریب برش داده می‌شوند که اشکال لوزی مانند تولید می‌کنند. دو انتهای هر الماس سپس روی هم تا می‌شوند تا در وسط به هم برسند و به هم فشرده می‌شوند، به طوری که فوزی شبیه یک پاپیون به نظر می‌رسد. معمولاً با نسخه محلی گولاش، یک سس ملایم گوشت گوساله قرمز، که معمولاً از پیاز، رب گوجه‌فرنگی، شراب سفید و آبگوشت تهیه می‌شود، سرو می‌گردد. 